# USS Saipan (CVL-48)
Pour les autres navires du même nom, voir USS Saipan et USS Arlington.
L’USS Saipan (CVL-48) est un porte-avions léger de classe Saipan de l'United States Navy. Premier de sa classe, sa construction fut lancée le 10 juillet 1944 par la New York Shipbuilding Corporation à Camden dans le New Jersey. Il fut mis à l'eau le 8 juillet 1944 et mis en service le 14 juillet 1946, presque un an après la fin de la Seconde Guerre mondiale. 
Il est nommé d'après la bataille de Saipan.
Il servit de 1946 à 1947 à la formation des pilotes de l'aéronavale, étant alors basé à Pensacola en Floride avant de revenir à Norfolk servant au sein de Operational Test and Evaluation Force (en). Il embarqua le Strike Fighter Squadron 103 qui devint le premier escadron de l'aéronavale américaine a opérer intégralement sur avion à réaction.
Il fut converti en navire de relais de communication sous le nom d'Arlington en 1965, participant à la guerre du Vietnam, et fut décommissionné en 1970 et rejoint la flotte inactive de San Diego. Il fut rayé du Naval Vessel Register en août 1975 et fut vendu pour ferraillage en 1976.